# Imke Vervaet
Imke Vervaet (Gante, 11 de abril de 1993) es una deportista belga que compite en atletismo, especialista en las carreras de velocidad.
Ganó una medalla de bronce en el Campeonato Europeo de Atletismo de 2024 y una medalla de plata en el Campeonato Europeo de Atletismo en Pista Cubierta de 2025.
Participó en dos Juegos Olímpicos de Verano, ocupando el quinto lugar en Tokio 2020 (4 × 400 m mixto) y el séptimo en París 2024 (4 × 400 m).

## Palmarés internacional
| Campeonato Europeo                   | Campeonato Europeo       | Campeonato Europeo | Campeonato Europeo |
| Año                                  | Lugar                    | Medalla            | Prueba             |
| ------------------------------------ | ------------------------ | ------------------ | ------------------ |
| 2024                                 | Roma (Italia)            | Medalla de bronce  | 4 × 400 m          |
| Campeonato Europeo en Pista Cubierta |                          |                    |                    |
| Año                                  | Lugar                    | Medalla            | Prueba             |
| 2025                                 | Apeldoorn (Países Bajos) | Medalla de plata   | 4 × 400 m mixto    |